# Ahlstädt
Ahlstädt település Németországban, azon belül Türingiában. Lakosainak száma 126 fő (2023. december 31.).

## Fekvése
Schleusingentől északnyugatra fekvő település.

## Népesség
A település népességének változása:
| Lakosok száma | 135  | 125  | 126  | 118  | 129  | 126  |
|               | 2014 | 2017 | 2019 | 2021 | 2022 | 2023 |